# Ludwig Stollwerck

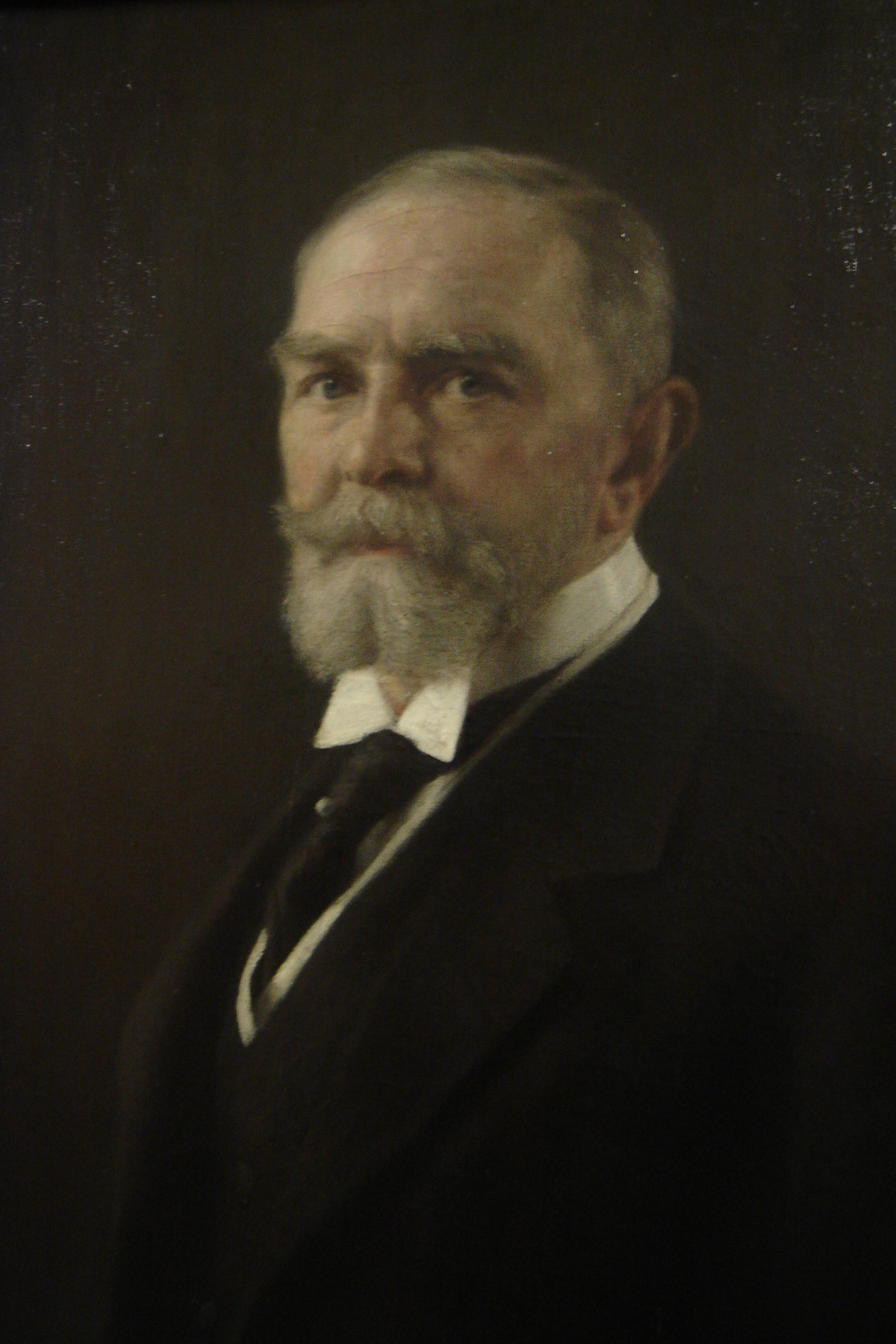
Ludwig Stollwerck, 1918

Ludwig Philipp Albert Stollwerck (* 22. Januar 1857 in Köln; † 12. März 1922 ebenda) war ein deutscher Unternehmer. Von 1883 bis 1922 leitete er die Schokoladenfabrik Gebr. Stollwerck in Köln. Neben seiner unternehmerischen Tätigkeit war Stollwerck ein Förderer neuer Techniken; so entwickelte er den ersten Schokoladen-Verkaufsautomaten und organisierte die ersten Filmvorführungen in Deutschland.

## Leben

### Herkunft und Ausbildung

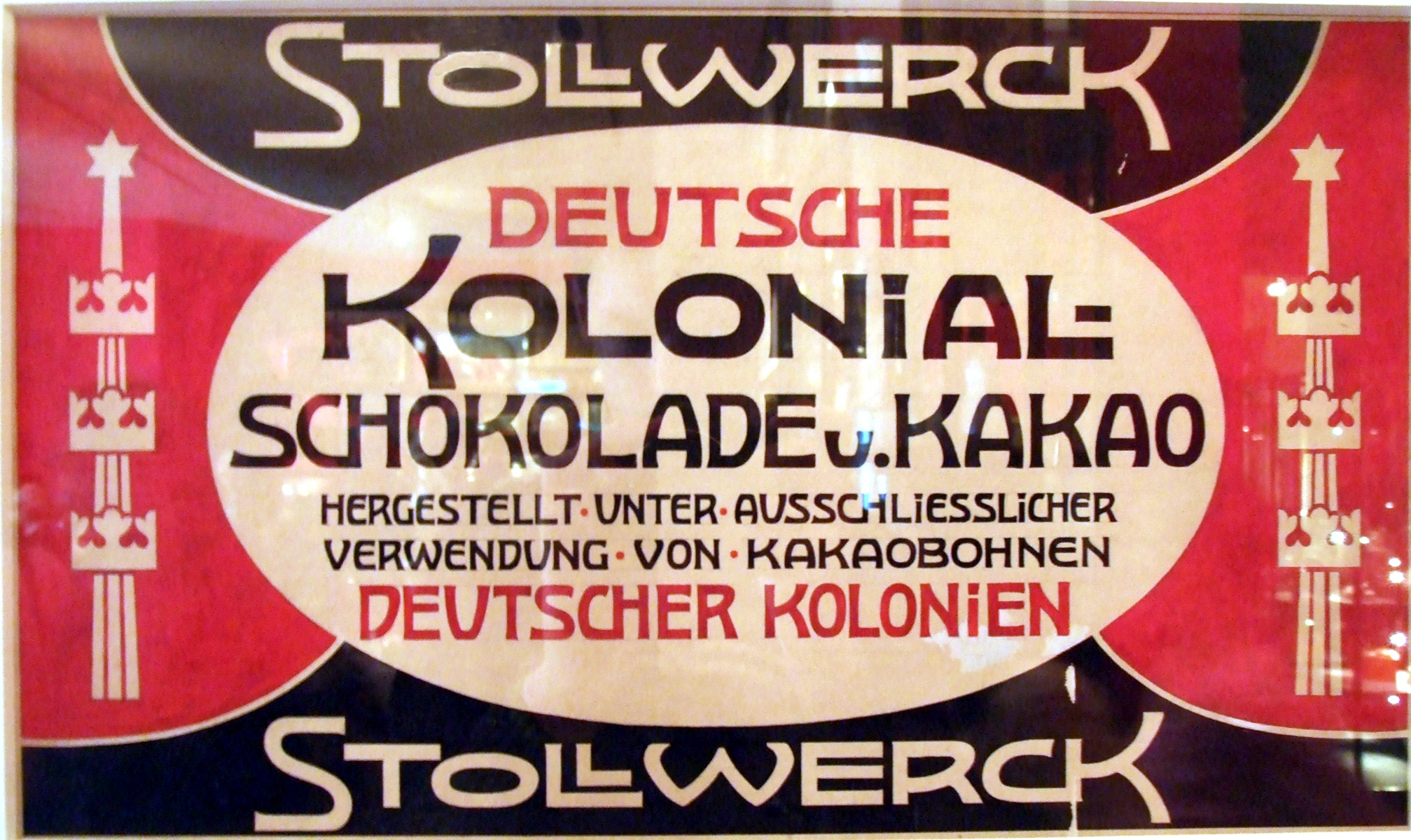
Schokoladentafel von Stollwerck um 1890

Ludwig Stollwerck wurde als zweitjüngster Sohn des Kölner Schokoladenproduzenten Franz Stollwerck geboren. Er absolvierte die Volksschule in Köln, anschließend von 1868 bis 1873 die hohe Bürgerschule (Realgymnasium) im Hofmann’schen Internat in St. Goarshausen, teilweise zusammen mit seinem jüngeren Bruder Carl. Wie seine Brüder wurde er früh in die Firmengeschäfte einbezogen. 1873 trat er im Alter von 16 Jahren als Lehrling in das Familienunternehmen ein. Er erhielt die für Franz Stollwercks Söhne übliche Ausbildung im eigenen Betrieb und bei befreundeten Firmen im In- und Ausland „zur Erlernung der fremden Sprache, zur Erweiterung des Gesichtskreises und zur Vervollkommnung seiner Kenntnisse“. Zu seinen ersten Aufgaben gehörte es, die Geschäftsbeziehungen in Frankreich, England und den USA zu pflegen und auszubauen.

### Unternehmerisches Wirken
Auf seinen Auslandsreisen achtete er ganz besonders auf ausländische Werbe- und Produktstrategien und wendete diese später auf Stollwerck-Produkte an. Während seiner Ausbildung beim österreichischen Kaufmann Franz Hartl in London, der schon seit den 1860er Jahren Stollwerck-Produkte in England vertrieb, knüpfte er Kontakte zu William Lever (Lever Bros., später Unilever), Gilbert Bartholomew (Diamond Match) und George Cadbury. 1878 war er im Londoner Handelshaus Kühner, Hendschell & Co. tätig. Er wurde 1879 von seinem Bruder Albert Nikolaus (* 1840) in den Außendienst des Familienunternehmens eingearbeitet und 1881 von seinen Brüdern als Teilhaber in das Unternehmen aufgenommen. Er war für die Werbung der Firma zuständig und trat als Repräsentant der Gebr. Stollwerck auf Gewerbeausstellungen auf. Nach dem plötzlichen Tod von Albert Nikolaus, dem ältesten der Stollwerck-Brüder, im April 1883 übernahm Ludwig Stollwerck den Vertrieb für die Schokoladenfabrik.
Unter Ludwig Stollwerck entwickelte sich ein weltweites Filialnetz mit zahlreichen Niederlassungen und neuen Produktionsbetrieben in Berlin (1886), Pressburg/Bratislava (1896), London (1903), Stamford (USA) (1905, enteignet 1918) und Kronstadt/Brașov in Siebenbürgen (1922). Zu Ludwig Stollwercks wichtigsten Erfolgsprinzipien zählten Produktqualität, Innovation und Effizienz. 1884 gewann er den Chemiker Josef Cosack für die Gründung des ersten chemischen Laboratoriums in einer Schokoladenfabrik. Im selben Jahr erfuhr er von der Zollbehörde, dass diese außerstande war, die Zölle auf die verschiedenen Bestandteile von Schokolade zu berechnen. Daraufhin entwickelte er gemeinsam mit seinem Bruder Peter-Joseph ein Berechnungsverfahren und beantragte Zollrückvergütungen für alle Stollwerck-Exportwaren. Im weiteren Verlauf dieses Zollrückvergütungsverfahrens erbaute er 1888 im Kölner Rheinauhafen die „Ausfuhrfabrik“. Hier wurden unter Zollaufsicht alle Exportwaren produziert, für die Zölle rückvergütet wurden. Dies war Pionierarbeit, die er nicht nur für die Schokoladenindustrie leistete.
1885 brachte Stollwerck als erster Großbetrieb Eichelkakao auf den Markt. Dieses war schon seit Jahrzehnten in wechselnden Zusammensetzungen von Apothekern als Mittel gegen Verdauungsstörungen von Babys hergestellt worden. 1883 begannen unter der Federführung des Berliner Chemikers Hugo Michaelis (1852–1933) umfangreiche Untersuchungen in Berliner Kinderkliniken. Sie ergaben, dass die Gerbsäure von Eicheln Durchfälle sicher stoppen konnte – und damit eine der Hauptursachen für die damals hohe Säuglingssterblichkeit. Dr. Michaelis’ Eichelkakao war eine durchaus wohlschmeckende Mischung von Kakao, Mehl, Zucker und gerösteten Eicheln. Stollwercks Konkurrenten zogen rasch nach, doch das Kölner Unternehmen konnte seine Marktführerschaft erfolgreich behaupten.

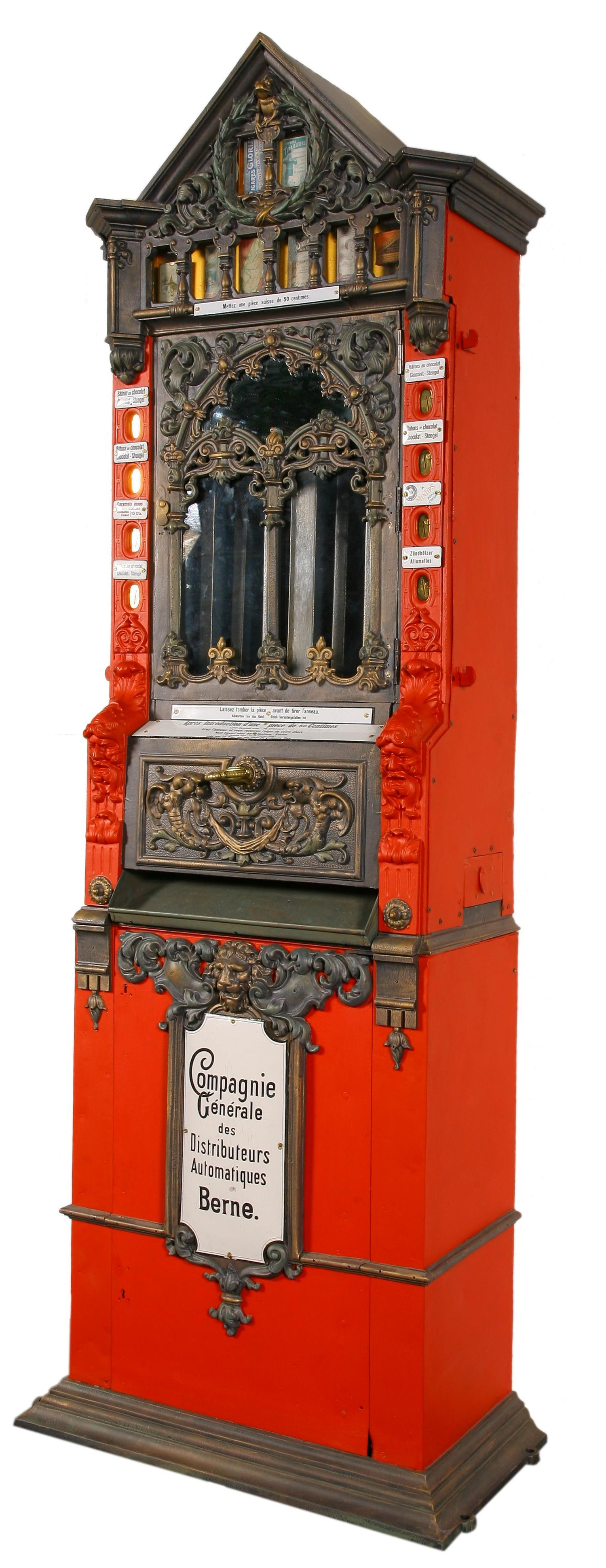
Stollwerck-Automat „Merkur“ von 1889

1886 sah Ludwig Stollwerck während einer USA-Reise die ersten Münzautomaten und war von der Idee fasziniert, Stollwerck-Produkte durch „selbsthätige Verkaufsautomaten“ verkaufen zu lassen. Gleich nach seiner Rückkehr verhandelte er mit der Hamburger Niederlassung der London Automatic Machine Co. Ltd. über die Herstellung von Stollwerck-Automaten. Die Verhandlungen scheiterten, da man ihm kein Gebietsmonopol einräumen wollte. Am 25. Mai 1887 schloss er mit der Berliner Firma Max Höcker & Co. den ältesten bekannten Vertrag über die Aufstellung des Verkaufsautomaten „Rhenania“.
Gemeinsam mit dem Ingenieur Max Sielaff aus Berlin und dem Metallbauer Theodor Bergmann aus Gaggenau entwickelte Stollwerck danach den Verkaufsautomaten „Merkur“, der ab 1889 aufgestellt wurde und bereits das von Max Sielaff patentierte Münzprüfsystem sowie mehrere Warenschächte enthielt. Der leistungsfähigste Automat der Serie „Merkur“ hatte später 12 Warenschächte, kostete 495 Mark und enthielt eine von Ludwig Stollwerck patentierte Spieluhr.
Die „Automatie“ bildete nun Ludwig Stollwercks neue Vertriebsform für Schokolade und viele weitere Produkte. 1893 waren es bereits 15.000 Automaten, in denen Stollwerck-Schokolade von „stummen Verkäufern“ verkauft wurde. 1890 wurden 18 Millionen Tafeln Schokolade allein über Automaten abgesetzt. Neben der Schokoladenproduktion sicherte sich Stollwerck ein zweites unternehmerisches Standbein mit der Gründung der Deutschen Automatengesellschaft Stollwerck & Co. (DAG) im Jahr 1894. Über die DAG ließ Ludwig Stollwerck weitere Automaten für andere Produkte wie Fahrkarten, Parfüm oder Toilettenpapier entwickeln. Auch die ersten Automatenrestaurants wurden in Berlin von der DAG eingerichtet.

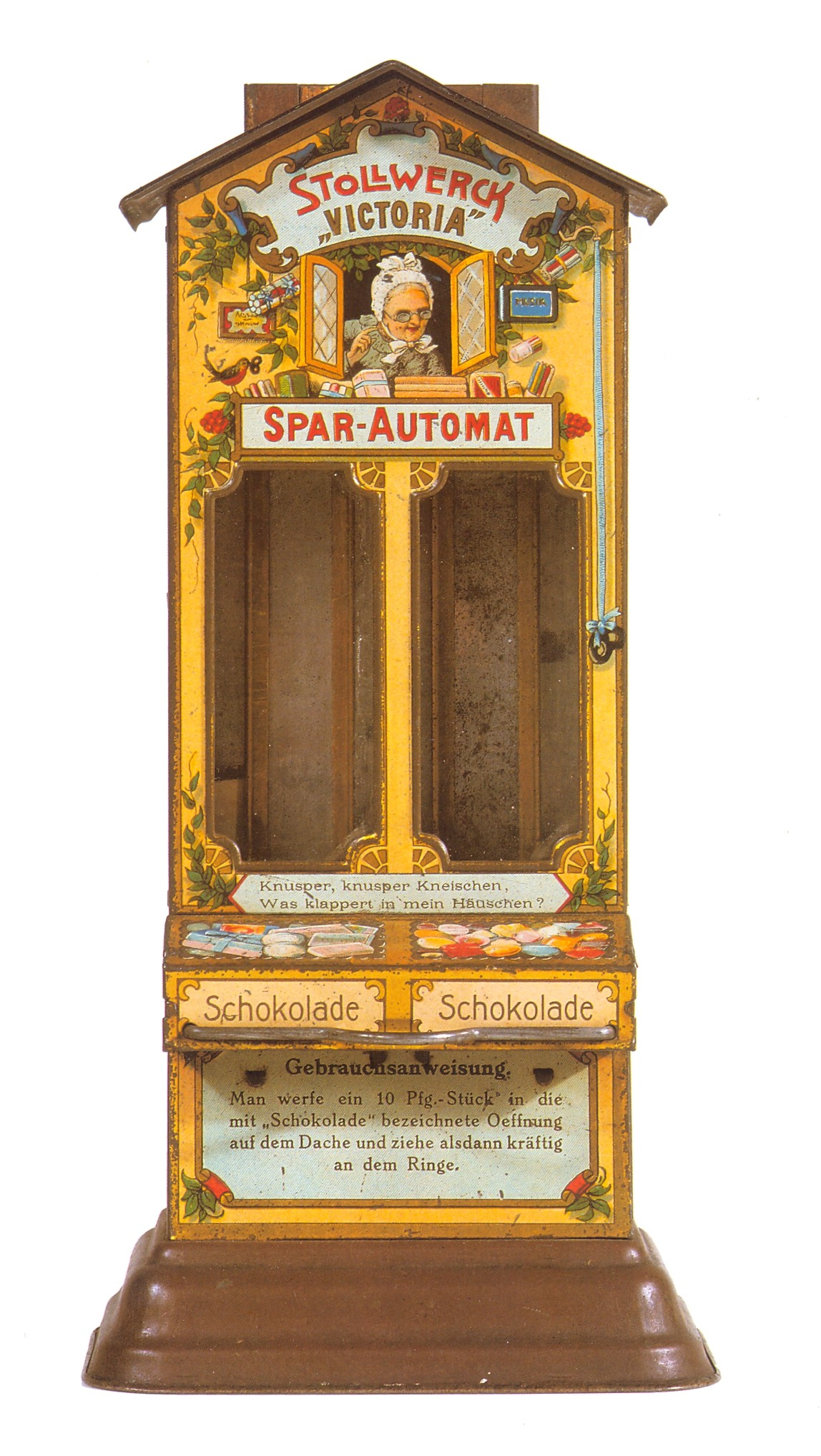
Stollwerck Sparautomat „Victoria“ von 1905

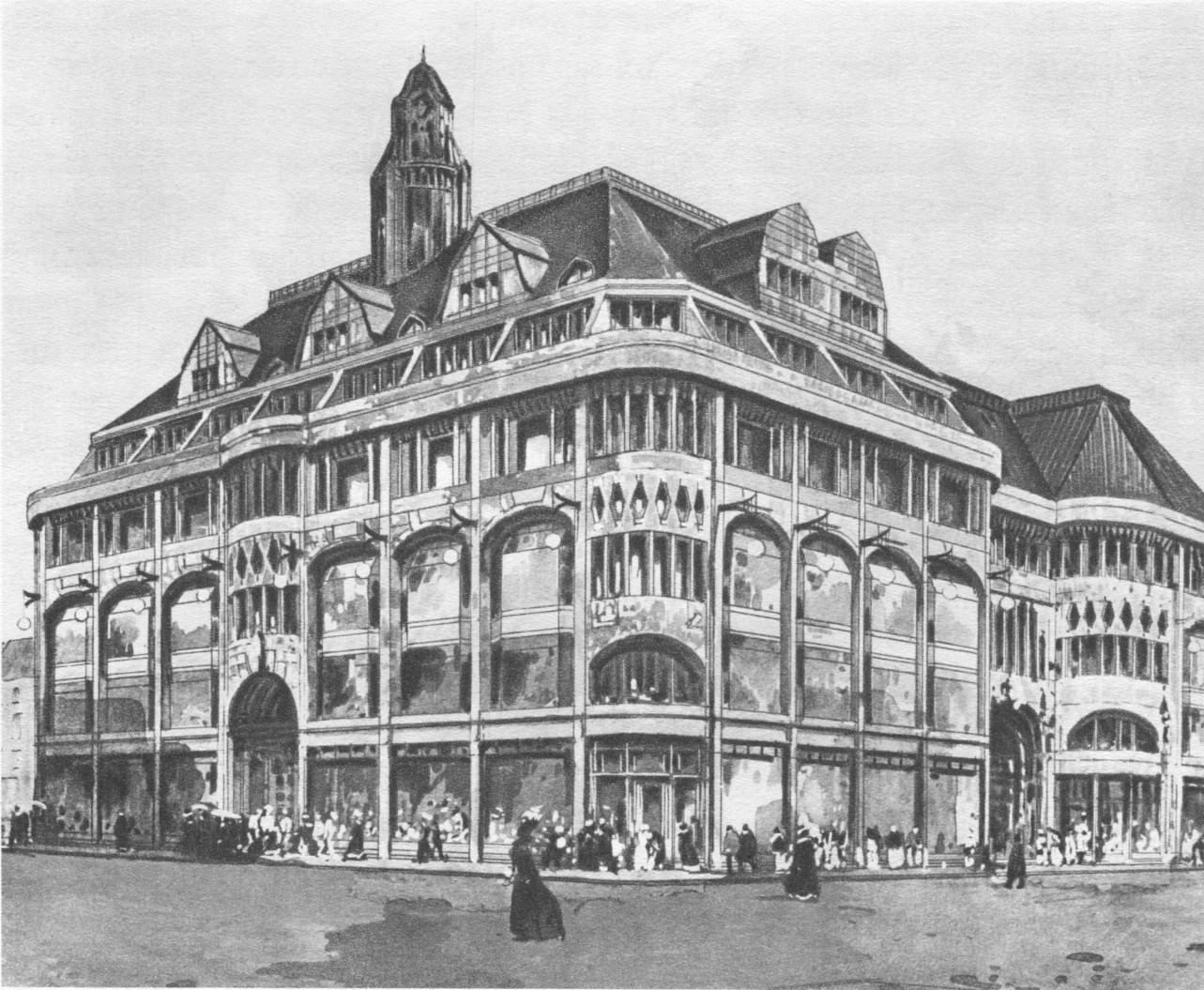
Stollwerck-Haus in Köln 1906

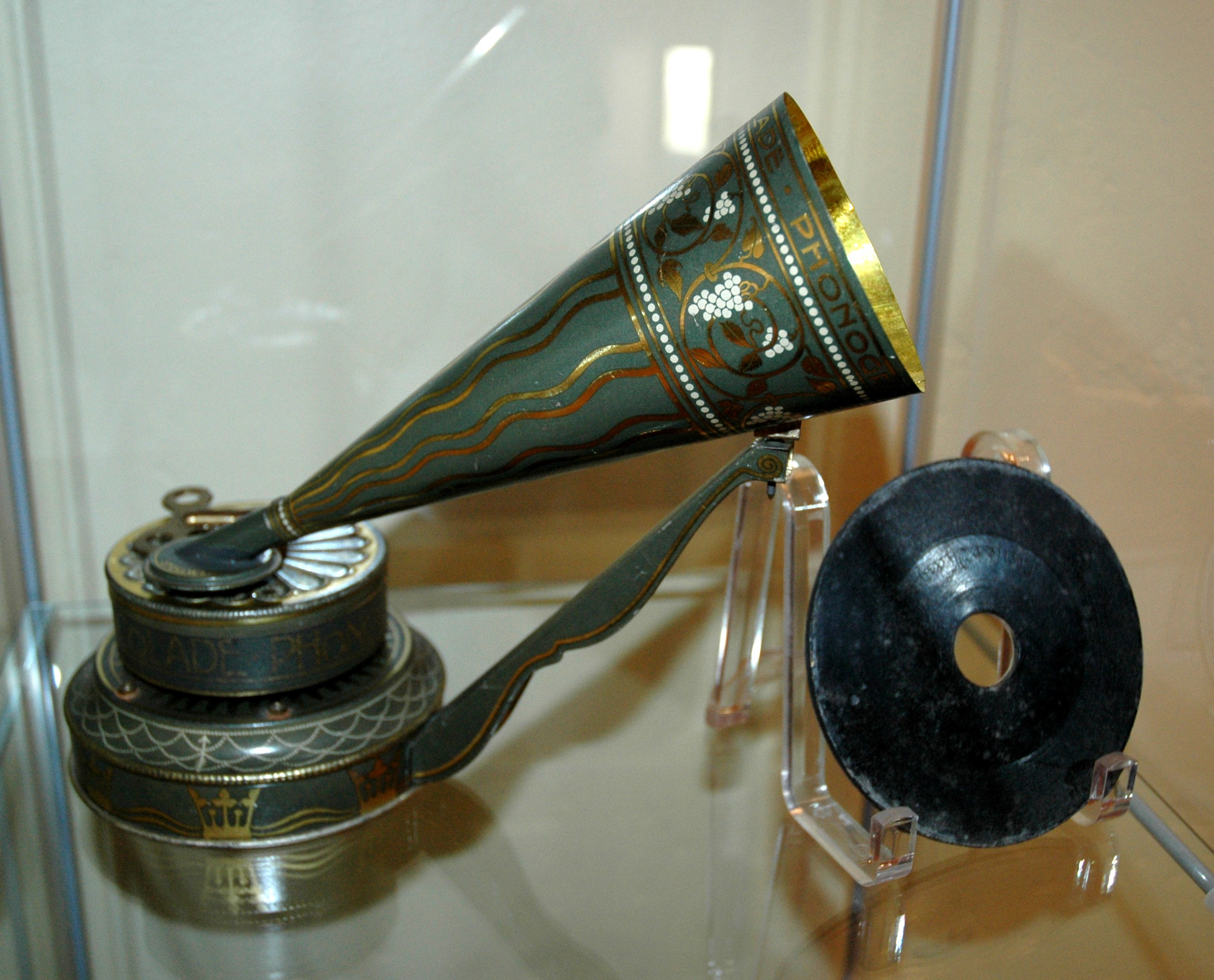
Stollwerck-Phonograph mit „sprechender Schokolade“

Stollwerck-Vorzugsaktie von 1907

Ludwig Stollwerck erbrachte auch auf anderen Gebieten Pionierleistungen. 1893 setzte er erstmals in Deutschland das Emailschild für Reklamezwecke ein. Die Möglichkeit, ein „witterungsbeständiges Dauerplakat“ für die Außenwerbung zu schaffen, hatte ihn fasziniert. Die ersten „Reklameplakate im Zuckerguß-Verfahren“ ließ er bei Schulze & Wehrmann in Elberfeld produzieren, dem ersten industriellen Emaillierwerk für Reklameschilder in Deutschland. Schon bald wurden die Emailleschilder zu einem herausragenden Markenzeichen von Stollwerck; das 1895 gefertigte Schild „Stollwerck Chocolade & Cacao“ ist heute ein gesuchtes Sammelobjekt.
Auf Stollwercks Betreiben wurde das Unternehmen 1902 in eine Aktiengesellschaft umgewandelt. Alle Aktien blieben bis zum Tod Ludwig Stollwercks in Familienbesitz. Die Gebr. Stollwerck AG verfügte über Aktiva von 19,6 Millionen Mark, davon waren 5,1 Millionen Mark oder 26,5 % als Fremdkapital ausgewiesen. Aus dem Privatvertrag, den die Gebrüder zur Gründung der Aktiengesellschaft schlossen, geht hervor, dass die Kapitalgeber ausschließlich Familienmitglieder waren. Neben Inhaberaktien wurden am 17. Juli 1902 Vorzugsaktien (zu je 1000 Mark; 5 Millionen Mark Emissionsvolumen) ausgegeben.
Das Unternehmen hatte damals 2085 Beschäftigte und trieb 762 Produktionsmaschinen mit Dampfmaschinen einer Leistung von 1700 PS an. Stollwerck hatte rund 28.000 Abnehmer für etwa 150 Fabrikatgruppen mit über 10.000 Einzelartikeln.
Ludwig Stollwerck wurde im selben Jahr zum Königlich Preußischen Kommerzienrat ernannt und setzte sich firmenintern mit seiner Auffassung durch, entgegen „patriarchalisch-familienegoistischer Auffassungen“ einen Stab leitender Mitarbeiter zu schaffen und diesen Verantwortung in der Leitung der Geschäfte zu übertragen. Erstmals in der Unternehmensgeschichte ernannte Ludwig Stollwerck Prokuristen und erarbeitete einen detaillierten Restrukturierungsplan. Die Reformen, die er bei ausländischen Geschäftsfreunden kennengelernt hatte, waren eine grundlegende Voraussetzung für die neue Aktiengesellschaft. Er führte eine neue Form der Buchhaltung ein, die sowohl Analysen der Waren als auch der Abnehmer nach ihrer Ertragsbedeutung ermöglichte. Dieses von ihm „Kartensystem“ genannte Verfahren, das schon um die Jahrhundertwende eine Vielzahl der Anforderungen heutiger Management-Informationssysteme (MIS) erfüllte, bezeichnete Ludwig Stollwerck als einen seiner größten Erfolge.
Die Karteikarten enthielten die Erfolgskennzahlen aller Abteilungen des Unternehmens nach Waren und Verdienstgruppen getrennt und über Monate, Quartale und Jahre aufgeschlüsselt. Die Geschäftsleitung und alle Abteilungsleiter erhielten so einen statistischen und buchhalterischen Überblick über die aktuelle Geschäftsentwicklung als Entscheidungsgrundlage für das tägliche Handeln. Ludwig Stollwercks Kartensystem erregte in der Geschäftswelt großes Aufsehen und er empfing zahlreiche Führungskräfte großer Unternehmen, die sich über dieses Kartensystem informieren wollten.
Das Automatengeschäft wuchs rasant. In Amsterdam und Brüssel entstanden Niederlassungen; ebenso in Paris. Tochterunternehmen in England, Belgien und Österreich-Ungarn folgten. Die Niederlassungen in den Nachbarländern wurden aus der Kölner Exportfabrik beliefert. Als die Ausfuhr nach England durch gestiegene Zölle unwirtschaftlich wurde, entschloss Ludwig Stollwerck sich 1903 zur Gründung der englischen Fabrikation Stollwerck Brothers Ltd. in der Nile Street in London. Die Fabrik wuchs schnell auf 400 Beschäftigte, konnte die Erwartungen aber nie erfüllen. Hauptursache waren relativ große Preisunterschiede zu den Konkurrenten, die aus den hohen Qualitäts- und Reinheitsanforderungen der Stollwerck-Produkte resultierten. Während Stollwerck z. B. ausschließlich erstklassige, aber teure Kakaobutter verwendete, mischten die Konkurrenten billiges Hammelfett bei. Später wurden umsatzträchtige Produkte wie Stollwerck-Likörbonbons in England verboten. Als die britische Regierung zu Beginn des Ersten Weltkrieges die hohen Zölle auf die Rohstoffe senkte, entschieden sich die Brüder Stollwerck 1914 für die Schließung der englischen Fabrik.
Mit der Herausgabe der Stollwerck-Sammelbilder für das Sammelalbum No. 7 im Jahr 1904 sorgte Ludwig Stollwerck für eine neue Sensation, denn die Bilder waren die ersten gedruckten „Naturfarbenphotographien“ im neuen Dreifarbensystem von Adolf Miethe. Das Sammelalbum gilt als das erste durchgehend mit Farbfotos publizierte Buch in Deutschland, wahrscheinlich sogar das erste in Europa.
Im selben Jahr leistete Ludwig Stollwerck gemeinsam mit dem Sektfabrikanten Otto Henkell eine weitere Pioniertat. Beide wollten erstmals in Deutschland eine Gemeinschaftswerbung realisieren. Da viele Experten bei dieser Idee die Nase rümpften, veranstalteten sie ein Preisausschreiben um Entwürfe „von Illustrationen zum Zweck der Propaganda für ihre Fabrikate, Schokolade und Kakao beziehungsweise Champagner“. Ausgesetzt waren ein 1. Preis zu 2000 Mark, zwei 2. Preise zu je 1000 Mark, sechs 3. Preise zu je 500 Mark und fünfzehn 4. Preise zu je 200 Mark. Als Preisrichter wurden u. a. eingesetzt: Emil Doepler d. J., Woldemar Friedrich und Bruno Schmitz aus Berlin, Claus Meyer aus Düsseldorf, Raffael Schuster-Woldan aus München, Franz Skarbina aus Berlin und Friedrich Wilhelm Georg Büxenstein aus Berlin. Die aus den seinerzeit preisgekrönten Entwürfen namhafter Künstler gebildete Werbekampagne lief mehrere Jahre und war für beide Unternehmen ein großer Erfolg. Stellvertretend für die teilnehmenden Künstler seien die Maler der Künstlerkolonie Worpswede, Otto Modersohn, Carl Vinnen und Heinrich Vogeler, genannt.
Ludwig Stollwerck pflegte Kontakte mit zahlreichen Wissenschaftlern und Industriellen. Er förderte Ferdinand Brauns Arbeiten an der drahtlosen Telegrafie, half dem britischen Unternehmer William Hesketh Lever bei der Gründung der Sunlicht Seifenfabrik AG in Mannheim (einem Vorläufer des Unilever-Konzerns) und entwickelte zusammen mit Thomas Alva Edison Schallplatten aus Schokolade, die auf Spielzeuggrammophonen abgespielt werden konnten, die sogenannte „sprechende Schokolade“. 1895 gründet er hierfür zusammen mit Thomas Edison die Deutsche Edison Phonograph Gesellschaft in Köln.
1905 brachte er den Sparautomaten „Victoria“ in den Markt, ein heute in Sammlerkreisen begehrtes Objekt. Durch den Einwurf eines Geldstücks und die „Belohnung mit einem Schokoladentäfelchen“ sollte das Kind zum Sparen erzogen werden. Er wurde in drei Größen von 36 cm, 27 cm und 20 cm Höhe hergestellt, hatte eine Doppel- oder Dreischachtmechanik mit zwei bzw. drei Geldeinwürfen und schöne Aufdrucke mit Szenen aus Hänsel und Gretel, Rotkäppchen und der Wolf und anderen Märchen. Der Hersteller war Friedrich Anton Reiche (1845–1913). Der Sparautomat „Victoria“ wurde für die internationalen Märkte mit englischer, französischer, deutscher und niederländischer Beschriftung produziert.
1906 eröffnete er gemeinsam mit seinen Brüdern das vom Architekten Carl Moritz entworfene Stollwerck-Haus in der Kölner Hohe Straße. Für die Finanzierung der Planung und des Baus dieses prunkvollen Geschäftshauses hatten die Gebrüder 1904 die Hausrenten AG gegründet. Die Schokoladenproduktion hinter den Schaufenstern im Erdgeschoss wurde bald darauf ein bevorzugtes Besichtigungs- und Ausflugsziel in Köln. Im selben Jahr starb Ludwigs älterer Bruder Peter Joseph Stollwerck.
1907 zwangen die Hausbanken Ludwig Stollwerck zur Ausgabe neuer Vorzugsaktien im Wert von 7 Millionen Mark, da ihnen die Finanzierung des rasanten Wachstums der Stollwerck AG zu riskant geworden war. Im selben Jahr wurde Ludwig Stollwerck Mitbegründer der Kakao-Einkaufs-Gesellschaft mbH (KEG) in Hamburg, die den Rohstoff-Spekulanten Einhalt gebieten und sich um direkten Einkauf bei den Pflanzern in Übersee bemühen sollte.
1908 verlieh Kaiser Wilhelm II. Ludwig Stollwerck den Ehrentitel Kommerzienrat. Aus Dankbarkeit und in Verehrung des Kaisers soll Stollwerck ihm ein Skizzenbuch von Adolph Menzel mit Zeichnungen der Soldaten der Armee Friedrichs des Großen geschenkt haben, das er 1902 für die Summe von 100.000 Mark erworben hatte.
1909 schloss Ludwig Stollwerck die 1888 im Kölner Rheinauhafen erbaute Exportfabrik wieder. Im Geschäftsbericht hieß es: „Unsere jahrelangen Bemühungen, von der Reichsregierung gewisse Zollerleichterungen, namentlich zollfreie Einfuhr amerikanischen Maissirups, zu erlangen, sind leider erfolglos geblieben und infolgedessen der Wettbewerb dieser Kölner Fabrikabteilung mit englischen Zuckerwarenfabrikanten, denen alle Vorteile des Freihandels zur Verfügung stehen, unmöglich ist.“
1910 wurde Ludwig Stollwerck zum Ritter des Ordens vom heiligen Grabe ernannt. Dies geschah in Anerkennung seiner Leistungen um den Bau der Kirche St. Paul an der Vorgebirgstraße, Ecke Sachsenring, im heutigen Kölner Stadtbezirk Innenstadt (Neustadt-Süd). Er war einer der maßgeblichen Initiatoren des Neubaus und investierte große eigene Mittel in den Innenausbau.
1911 war Ludwig Stollwerck Mitbegründer der Autosales Gum and Chocolate Co. in den USA, die das Automatengeschäft der DAG in den USA weiterführte. In diesem Unternehmen schlossen sich 18 führende US-amerikanische Unternehmen zusammen, um das Automatengeschäft in den USA zu fördern. Nach dem Zusammenschluss verfügte das Unternehmen über mehr als 200.000 Automaten in USA, deren Warenbestückung von den Gesellschaftern geliefert wurde. Vorausgegangen waren Auseinandersetzungen mit seinem Neffen Adalbert Nikolaus, Sohn seines Bruders Heinrich, der nach vielen Intrigen durchsetzen konnte, dass der um die Stellung von Stollwerck in den USA höchst verdiente John Volkmann (1855–1928), Erfinder zahlreicher Stollwerck-Automaten, ausscheiden musste. Volkmann gab daraufhin sein Unternehmen Volkmann, Stollwerck & Co. auf und kehrte als Multimillionär nach Deutschland zurück.
1912 ging Ludwig mit seinen Werbemaßnahmen wieder neue Wege. Erstmals setzte er nach Stollwerck-Außenwerbung auf Straßenbahnen, Kraftfahrzeugen, in Bahnhöfen, an Fassaden und Geschäften einen Zeppelin mit Stollwerck-Werbung ein. Im selben Jahr hatte Stollwerck eine Mitarbeiterzahl von über 5.600 erreicht und beanspruchte öffentlich „die größte Schokoladen-, Kakao und Zuckerwaren Firma der Welt“ zu sein.
1913 zahlte Ludwig Stollwerck aus den Gewinnen der Vorjahre alle unternehmensfremden Kapitalgeber der Deutsche Automaten Gesellschaft Stollwerck & Co. (DAG) aus und übernahm mit der Stollwerck AG das DAG-Kapital zu 100 %. Durch die Mobilmachung zu Beginn des Ersten Weltkriegs fehlten in den Fabriken zunehmend Arbeitskräfte, während die Nachfrage nach Kakao und Schokolade stieg. Zucker wurde rationiert, der Handel mit Kakao brach fast vollständig zusammen, der Export kam durch ein Ausfuhrverbot für Schokolade zum Erliegen. 1914 verbuchte Ludwig Stollwerck in der Stollwerck AG trotz Beginn des Ersten Weltkriegs einen Reingewinn von 1,9 Millionen Mark als Folge drastisch gestiegener Verkäufe von Schokolade und Kakao an militärische Proviant- und Lazarettverwaltungen.
1915 starb sein Bruder Heinrich Stollwerck an den Folgen der Explosion eines Fondantkessels. Stollwerck berief danach erstmals familienfremde Mitarbeiter in den Vorstand, um die weitere Führung des Unternehmens sicherzustellen. 1916 zeigten die Seeblockaden und Ausfuhrverbote gegen Deutschland erste Wirkungen, die von Missernten noch verschärft wurden. Ende 1916 musste Ludwig Stollwerck die Produktion aller Schokoladenwaren außer der Marke „Gold“ einstellen, weil keine Rohstoffe mehr verfügbar waren. Auch die Zweigwerke in Preßburg, Wien und Budapest mussten die Produktion drosseln.
1917 wurde er Mitbegründer der Kriegs-Kakao-Gesellschaft, die die durch die Wirtschaftsblockade behinderten Rohstofflieferungen sicherstellen sollte. Die Berliner Fabrik musste nach einer anhaltenden Reduzierung der Produktion infolge Rohstoffmangels und Entlassung von Beschäftigten vorübergehend stillgelegt werden. Im selben Jahr stellte Ludwig Stollwerck die Produktion von Sammelbildern und Sammelalben vorübergehend ein, um Kosten zu senken und weil die erforderlichen Rohmaterialien Terpentin und Farben nicht oder nur überteuert erhältlich waren. Kurze Zeit später wurde ebenfalls die Produktion von Plakaten, Schildern aus Glas und Emaille sowie aller Außenwerbung für Gebäude und Fahrzeuge eingestellt. Insgesamt konnte er so die Vertriebs- und Verwaltungskosten um fast eine Million Mark senken.
1918 musste die Londoner Zweigfabrik kriegsbedingt aufgelöst werden, das US-amerikanische Zweigwerk in Stamford ging nach dem Kriegseintritt der USA komplett verloren. Ebenso gingen die aus der „Automatie“ entstandenen britischen Unternehmen und Einrichtungen verloren. Mit dem Trading of the Enemy Act wurde das US-amerikanische Zweigunternehmen unter Verwaltung des neu eingesetzten Alian Property Custodian in Washington gestellt und ein amtlicher Verwalter in den Vorstand gesetzt. Im selben Jahr wurden die Aktien des Werks in Stamford zwangsversteigert und der Erlös dem US-amerikanischen Staat gutgeschrieben.
1919 verstarb Ludwig Stollwercks Frau Maria, geb. Schlagloth, und auch seine Gesundheit war zunehmend von Herz- und Kreislaufproblemen beeinträchtigt. In seinem Strategiepapier Eine beachtenswerte Betrachtung führte er zahlreiche Schwachstellen auf, wo Stollwerck Wettbewerbsnachteile hatte. Rationalisierung wurde im Unternehmen zum Schlagwort. Die Banken bereiteten unerwartete Probleme. Sie forderten die Umwandlung von Bürgschaften für im neutralen Ausland aufgenommene Kredite in zusätzliche Darlehen. Statt dem langjährigen Geschäftspartner durch die Übernahme von Risiken mittels zusätzlicher Bürgschaften zu helfen, wurden diese nun in Darlehen, d. h. Einnahmen relativ hoher Zinsen umgewandelt. Zwangsläufig musste auf Druck der Banken das Aktienkapital zur Deckung dieser neuen Zwangsverbindlichkeiten um zehn Millionen Stammaktien erhöht werden.
1920 zog sich Ludwig Stollwerck aus der Geschäftsleitung zurück und legte diese in die Hände seines Bruders Karl, seiner Söhne Fritz und Paul, seiner Neffen Gustav und Franz und der Direktoren Eppler, Harnisch und Trimborn.

## Förderer der Filmkunst

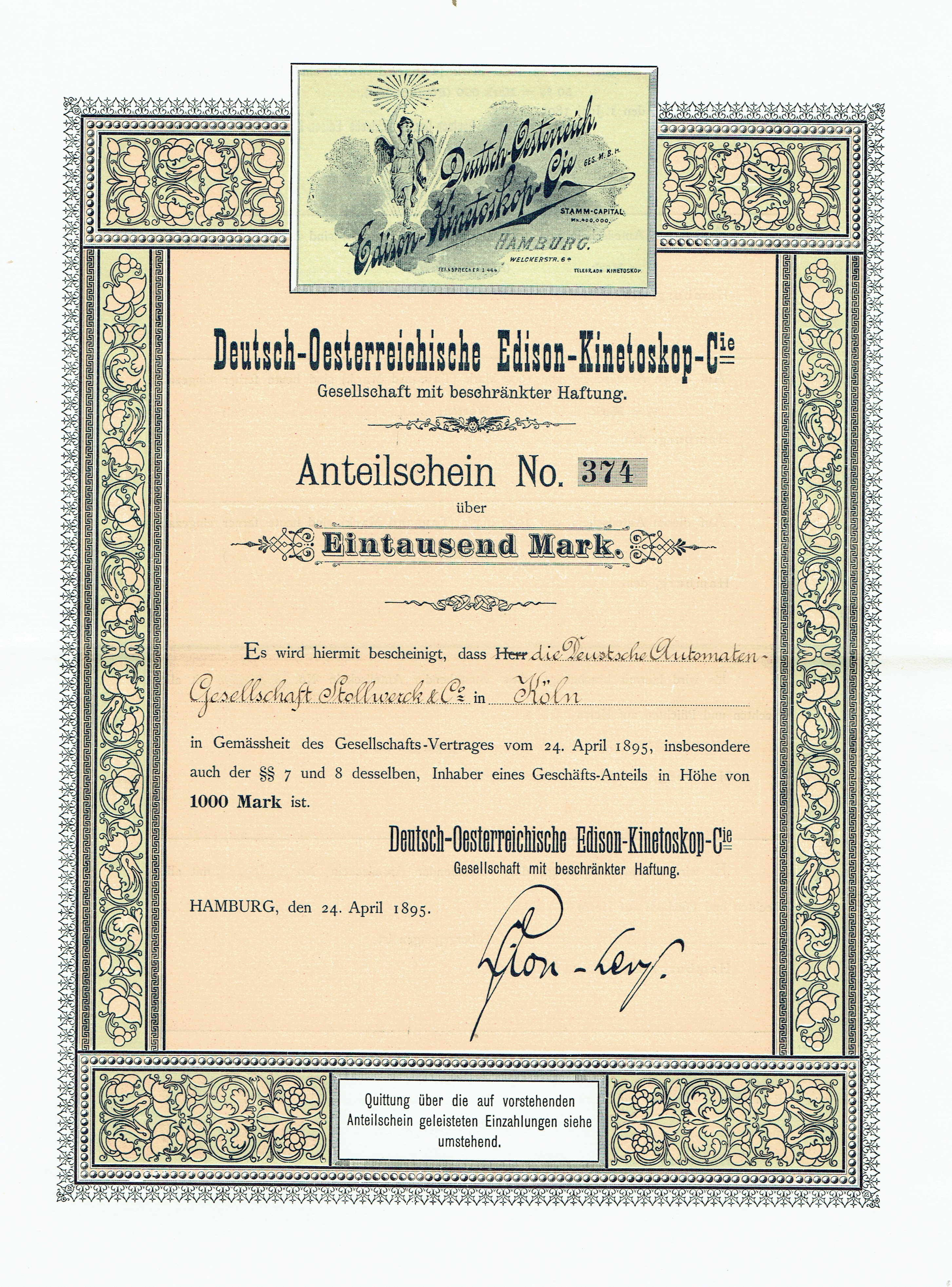
Anteilschein über 1000 Mark der Deutsch-Oesterreichischen Edison-Kinetoskop-Cie. vom 24. April 1895; ausgestellt auf die Deutsche Automaten-Gesellschaft Stollwerck & Co.

Ludwig Stollwercks Interesse an Automaten aller Art erstreckte sich auch auf den Unterhaltungsbereich, wie Wahrsage- oder Elektrisierautomaten. 1892 beteiligte er sich finanziell an einer Erfindung von Georges Démény zur Wiedergabe bewegter Bilder. Déménys Phonoscope wurde auf der Pariser Exposition Internationale de Photographie vorgeführt, wurde aber kein Erfolg.
Als Edison zwei Jahre später das Kinetoskop, ein münzbetriebenes Filmbetrachtungsgerät, präsentierte, begann ein intensiver Austausch zwischen Stollwerck und Edison. Im April 1895 wurde Stollwercks Deutsche Automatengesellschaft Mitgesellschafter der Deutsch-Oesterreichischen Edison-Kinetoskop-Gesellschaft, die den Vertrieb der Kinetoskope im deutschsprachigen Raum organisierte. Am 1. März 1895 veranstaltete Stollwerck in Berlin die erste Präsentation des Kinetoskops und somit die erste kommerzielle Filmvorführung in Deutschland.
Da sich das Geschäft nicht als besonders ertragreich erwies, förderte Stollwerck parallel den britischen Ingenieur Birt Acres, der eine eigene Filmkamera konstruiert hatte und ein Konzept zur Projektion von Filmen entwickelte. Stollwercks Initiative ist es zu verdanken, dass Acres am 21. Juni 1895 die feierliche Eröffnung des Kaiser-Wilhelm-Kanals in Kiel mit seiner Kamera aufnahm. Der Streifen Opening of the Kiel Canal gilt als eine der ältesten Filmaufnahmen Deutschlands.
Zu einer Vermarktung von Acres’ Filmen durch Stollwerck kam es aber nicht. Stattdessen sicherte er sich die Vermarktungsrechte für den Cinématographe der Brüder Lumière, nachdem er im März 1896 eine Vorführung in London gesehen hatte. Stollwerck war überzeugt, dass man mit dieser Erfindung „ohne Risiko und fast ohne Arbeit“ Geld verdienen könne. Am 16. April 1896 fand eine erste private Vorführung in der Volksküche der Firma Stollwerck statt, vier Tage später fand in einem von der DAG angemieteten Saal die erste kommerzielle Vorführung des Cinématographe in Deutschland statt. Nach dem großen Erfolg der ersten Vorführungen in Köln beauftragte Stollwerck den Kameraoperateur Charles Moisson von der Société Lumière mit der Anfertigung eigener Ansichten aus der Stadt Köln. Zu Pfingsten wurden schließlich mit Am Kölner Dom nach dem Hauptgottesdienst, Ankunft eines Eisenbahnzuges und dem vor den Toren der Stollwerck’schen Schokoladenfabrik aufgenommenen Feierabend einer Kölner Fabrik erstmals Filmaufnahmen aus Köln vorgeführt.
Die DAG veranlasste in den folgenden Monaten Aufführungen im ganzen Deutschen Reich, mehr als 1,4 Millionen Menschen sahen bis Ende 1896 die Vorführungen der lebenden Bilder. Der Umsatz Stollwercks durch die Filmvorführungen betrug insgesamt halb so viel wie der durch den Verkauf von Schokolade im selben Zeitraum, wegen der hohen Lizenzgebühren erzielten die Vorstellungen aber nicht den erwarteten hohen Gewinn.
Anfang 1897 löste Ludwig Stollwerck den Vertrag mit der Société Lumière wieder auf. Stattdessen tat er sich mit der American Mutoscope and Biograph Company zusammen und gründete die Deutsche Mutoskop und Biographgesellschaft, die sich fortan um die Etablierung der Filmkunst in Deutschland bemühte. 1906 gründete die DAG mit dem Biographischen Institut eines der ersten Lichtspielhäuser in Deutschland.

## Weitere Quellen
- Franz Stollwerck, der große deutsche Schokoladenfabrikant. In: Der Ansporn vom 21. Februar 1934.
- Gründer der süßen Industrie. Zum 100. Geburtstag des Kgl. Preußischen Kommerzienrats Ludwig Stollwerck. In: Kölner Stadt-Anzeiger vom 19. Januar 1957.
- Die deutsche Chocolade-Industrie auf dem Brüsseler internationalen Wettbewerb. In: Kölnische Illustrierte Zeitung, Nr. 2371 vom 8. Dezember 1888.